# 삼계교
삼계교(三階敎)는 수나라(隋) 때 신행(信行: 540~594)이 새로 일으킨 불교의 일파이다. 수나라 시대로부터 송나라 시대에 걸치는 약 400년간 유행한 혁신적 · 이단적인 종교이며 삼계종 · 삼계불법 · 보법종(普法宗)이라고도 한다. 삼계교라는 낱말의 의미는 "제3 단계의 불교"이다.
신행은 당시 활발했던 말법사상(末法思想)에 입각하여 말법상응(末法相應)의 가르침으로서 설법하였다.
신행은 불교를 3단계로 나누었으며 신행 당시는 이미 제3 단계의 말법에 들어가 있다고 보았다. 어리석고 악한 범부(凡夫)는 제1 단계의 1승(一乘), 제2 단계의 3승(三乘) 등의 별법(別法)에 의탁하려는 것은 불가능하다고 보았다. 따라서, 불에 차별을 인정하지 않고 법에 차별을 인정하지 않으며 승에 차별을 인정하지 않고, 일체불(一切佛) · 일체법(一切法) · 일체승(一切僧)에 귀의, 일체악(一切惡)을 끊고 일체선(一切善)을 닦는 제3 단계의 보법(普法)의 가르침이 아니고서는 구원되지 않는다 하여 제3 단계의 불교, 즉 삼계교(三階敎)를 창도했다.
신행은 말법사상과 오탁악세(五濁惡世)의 죄악관에 입각하여 지금 필요한 것은 경전을 연구하고 강술하며 그 우열을 가리는 일이 아니라 현실적으로 불교를 실천하여 체득할 수 있는 길을 가르쳐주는 일이라 하여, 말법시대에 적합한 방법은 비판선택을 가하지 않고 겸허한 자세로 오로지 모든 경전을 받아들이고 모든 부처를 예배하는 일이라고 하였다. 이러한 불교적 실천을 보경보행(普敬普行)이라고 한다.
신행은 구족계(具足戒)의 준수를 폐하고 길에서 만나는 남녀를 예배하고 노역(勞役)에 종사하고 걸식을 하면서 하루에 한 번만 식사하고 모든 중생을 위해 신명재(身命財)를 희사할 서원(誓願)을 세워 포교에 힘썼다. 당시의 사회가 불안하기도 해서 한때는 상당히 보급되었으나 말법(末法)에는 올바른 가르침이 없다고 하는 주장이나 말법에는 올바른 정치도 불가능하다는 주장이 정법(正法)이나 올바른 정치의 부정(否定)과 결부되기 때문에 신행이 사망하자 이단(異端)이라 하여 금지되었다.

## 같이 보기
- 소승불교
- 대승불교
- 중국의 불교

## 참고 문헌
- 이 문서에는 다음커뮤니케이션(현 카카오)에서 GFDL 또는 CC-SA 라이선스로 배포한 글로벌 세계대백과사전의 내용을 기초로 작성된 글이 포함되어 있습니다.